# Selysina incerta
Selysina incerta is een soort in de taxonomische indeling van de Myzozoa, een stam van microscopische parasitaire dieren. Het organisme komt uit het geslacht Selysina en behoort tot de familie Aggregatidae. Selysina incerta werd in 1923 ontdekt door Duboscq & Harrant.